# Coronel Pringles
Coronel Pringles ist eine Kleinstadt im östlichen Argentinien. Die Hauptstadt des gleichnamigen Partido Coronel Pringles liegt im Süden der Provinz Buenos Aires und hat 20.263 Einwohner (2010, INDEC).

## Lage
Die Stadt liegt etwa 500 Kilometer südwestlich von der Hauptstadt Buenos Aires und etwa 100 Kilometer nordöstlich von Bahía Blanca.

## Name der Stadt
Die Stadt wurde nach dem Coronel (Oberst) Juan Pascual Pringles (1795–1831) benannt, der unter dem General San Martín im argentinischen Unabhängigkeitskrieg kämpfte.

## Städtepartnerschaft
- Santana de Livramento, Brasilien, seit dem 17. April 1994

## Söhne und Töchter
- César Aira (* 1949), Schriftsteller
- Pedro Laxague (* 1952), katholischer Geistlicher, Bischof von Zárate-Campana
- Juan Carlos Thorry (1908–2000), Schauspieler und Regisseur, Tangosänger, -dichter und -komponist